# Museo Etno Arqueológico de Pachiza
El Museo Etno Arqueológico de Pachiza es un museo peruano que se encuentra en una esquina antes de llegar a la plaza de armas de Pachiza.
Este museo, elevado a esa categoría en julio del 2013, guarda muchos objetos arqueológicos de las tribus que se asentaron sobre los valles del río Huayabamba, Pachicilla y Jelache. La colección está compuesta de hachas de piedra, boleadores líticos, falos, restos de cerámica precolombino, pedernales, cabezas clavas, morteros líticos, batanes líticos, maquetas líticas y réplicas de los tambos del Gran Pajatén y Los Pinchudos; además de restos fósiles, objetos etnohistóricos y restos con imágenes religiosos coloniales de los desaparecidos pueblos del Valle, Pajatén y Ochanache. También posee documentos importantes que redactaron sus primeras autoridades cuando fue elevado a distrito en 1853, además de un pequeño espacio donde se muestra un jardín botánico etnohistórico donde se cultiva ayahuasca, uña de gato, bombonaje, etc. El museo cuenta con tres espacios, en la primera sala se exhibe fotos de recursos turísticos y artísticas, así como también se exhibe artesanía local; en la segunda sala se exhibe restos fósiles de especies marinas prehistóricas como amonites, además de maderas, mostrando también el molar de un primitivo mastodonte. Exhibe también objetos líticos como diferentes tipos de herramientas como hachas, morteros batanes; cabezas clavas,falos,fragmentos de cerámica prehispánica; de igual forma exhibe objetos, ornamenta coloniales así como también de imágenes coloniales que utilizaron los franciscanos para evangelizar a pueblos de etnia hibita Cholon; muestra también objetos etnohistóricos como morteros y batanes de madera, tinajas, escritos de las primeras autoridades, etc. En la tercera sala se muestra esculturas que representan a las etnias amazónicas de los hibitos y cholones y a la cultura Chachapoyas del Gran Pajaten.